# 1506
- Wikisource

| Calendário gregoriano                                                        | 1506 MDVI                                            |
| Ab urbe condita                                                              | 2259                                                 |
| Calendário arménio                                                           | 955 – 956                                            |
| Calendário bahá'í                                                            | -338 – -337                                          |
| Calendário budista                                                           | 2050                                                 |
| Calendário chinês                                                            | 4202 – 4203 Início a 25 de janeiro (aproximadamente) |
| Calendário copta                                                             | 1222 – 1223                                          |
| Calendário etíope                                                            | 1498 – 1499                                          |
| Calendários hindus - Vikram Samvat - Calendário nacional indiano - Cáli Iuga | 1561 – 1562 1427 – 1428 4606 – 4607                  |
| Calendário Holoceno                                                          | 11506                                                |
| Calendário islâmico                                                          | 912 – 913                                            |
| Calendário judaico                                                           | 5266 – 5267                                          |
| Calendário persa                                                             | 884 – 885                                            |
| Calendário rúnico                                                            | 1756                                                 |
| Calendário solar tailandês                                                   | 2049                                                 |

1506 (MDVI, na numeração romana) foi um ano comum do século XVI do Calendário Juliano, da Era de Cristo, e a sua letra dominical foi D (53 semanas), teve início a uma quinta-feira e terminou também a uma quinta-feira.
| Ano completo                        |
| ----------------------------------- |
| Ano comum com início à quinta-feira |

## Eventos
- 14 de Janeiro - A escultura clássica Laoconte e seus filhos é redescoberta em Roma por Felice de Fredi e vendida de imediato ao papa Júlio II.
- 6 de Março - Partida de António de Abreu para a Índia.
- 18 de abril - começa a Construção da atual Basílica de São Pedro, sobre a antiga basílica constantiniana, sendo concluída somente em 18 de novembro de 1626[1].
- 19 de abril - Massacre de judeus em Lisboa de que resulta a morte de 3000 pessoas.
- Leonardo da Vinci termina a Mona Lisa.
- Tristão da Cunha descobre a Ilha de Tristão da Cunha no Atlântico Sul. Navegadores portugueses aportam em Madagáscar.
- O Papa Júlio II declara o Santo Sudário como uma relíquia verdadeira e ratifica o Tratado de Tordesilhas.
- O Papa Júlio II lidera pessoalmente as suas tropas contras os franceses que invadiram a Itália.
- Hernán Cortés, conquistador, chega ao Novo Mundo.
- Descoberta do arquipélago Tristão da Cunha.
- Formação da Guarda Suíça do Vaticano.
- Carta Geográfica da Madeira da autoria de Valentim Fernandes, pertencente a um códice da Biblioteca de Munique.
- Construção do Castelo Real de Mogador pelos portugueses, na costa ocidental de Marrocos.
- Batalha naval de Cananor entre a frota portuguesa liderada por Lourenço de Almeida e a frota indiana.

## Nascimentos
- 3 de Março - D. Luís de Portugal, Duque de Beja (m. 1555).
- 7 de Abril - São Francisco Xavier.
- 1 de Julho - Luís II da Hungria (m. 1526).

## Mortes
- Março - Pêro de Anaia, navegador português e o primeiro capitão-mor de Sofala, Moçambique.
- 20 de Maio - Cristóvão Colombo, explorador.
- Alexander Agricola, compositor franco-flamengo da música do Renascimento.